# Quercus patkoiensis
Quercus patkoiensis är en bokväxtart som beskrevs av Aimée Antoinette Camus. Quercus patkoiensis ingår i släktet ekar, och familjen bokväxter.
Artens utbredningsområde är Assam (Indien). Inga underarter finns listade.